# Diego Aguilar Bernal
Diego Aguilar Bernal est un musicien français itinérant d’origine espagnole, né le 8 mars 1943 à Sierra de Yeguas dans la province de Malaga en Andalousie.

## Diego M
À l’âge de dix ans sous l’influence de son père musicien et chanteur de flamenco traditionnel il se passionne pour cette musique, il commence à jouer du luth puis de la guitare et de la contrebasse sous le nom de Diego M, devenant le premier contrebassiste manouche de jazz.
En 1967, Diego Bernal intègre la formation itinérante de Coco Briaval,,. Il fait plusieurs tournées avec le groupe manouche notamment à l'Olympia en premières parties des Rolling Stones en 1965, Otis Redding en 1966 ou encore Michel Polnareff en 1967. Diego enregistre en studio avec la formation de jazz manouche Coco Briaval plusieurs disques 45 tours et un 33 tours pour les maisons de disques Philips, Polydor et Pathé Marconi. Diego Bernal qui a alors 19 ans commence à composer ses propres chansons, est reçu à l'examen d'entrée de la SACEM es qualités d'auteur et compositeur. En 1973, il quitte le groupe Coco Briaval pour commencer une carrière en solo. Son premier album auto-produit sortira à Amsterdam, mais passera inaperçu.
Il prendra ses marques sur la Butte Montmartre à Paris, où il se produira désormais sous le nom de Diego Bernal en chantant ses compositions.

## Le retour aux sources, Diego Bernal
C’est en 1996 que Diego Bernal se sédentarise dans la cité des Papes, en Avignon.
En Provence et plus particulièrement en Camargue, il se produit sur de grandes scènes telles Cheval Passion, le Festival d’Avignon et chaque année les férias d’Arles et de Nîmes. Il a l’opportunité de signer enfin son second album dans un label de la région, LEPM, sous le titre Ambiance Bodéga, mélange de sévillanes, rumba flamenca et fandango.
Courant 2002, il retourne dans son village natal en Andalousie où il écrit un de ses succès Mi ciélo natal. À son retour, il enregistre cette chanson au studio MGO à Vedène prés d'Avignon ainsi que onze autres titres. L’album Amor Latino sort sous le label LEPM pour l’été 2004.
L’artiste publie des albums qui s’enchaînent régulièrement chez le distributeur LEPM, sa formation agrémentée de danseuses prenant désormais le nom de Diego et ses Gypsies. Il produira pour le label phonographique Art-Com quelques albums live et un megamix de ses compositions passées intitulé Megamix Diego et les Gipsies

## Discographie
Seule la discographie des albums solo de l'artiste publiés sur phonogrammes du commerce est listée :
- 1999 Diego Bernal LEPM 043083 Ambiande Bodega (réédité en 2010)
- 1999 Diego Bernal LEPM 043202 Feria de Seville (réédité en 2010)
- 2004 Diego et ses Gipsies LEPM 034462 Amor Latino, Spécial Ambiance Feria
- 2010 Diego et ses Gipsies LEPM LEP026 Flamenco, Rythmes d'Espagne
- 2012 Diego et ses Gipsies LEPM 041602 Esperanza
- 2012 Diego et ses Gipsies LEPM 040036 et 040037 Concert aux Saintes-Maries-de-la-Mer double album live
- 2013 Diego et ses Gipsies LEPM 048092, album de compilation Feria de Nîmes, Megamix Diego Bernal et les Gipsies